# Neufeld an der Leitha
Neufeld an der Leitha (ungerska: Lajtaújfalu, kroatiska: Novo Selo) är en ort och stadskommun i förbundslandet Burgenland i Österrike. Kommunen hade år 2023 cirka 3 600 invånare.